# The Delta
The Delta é um filme dramático LGBT americano dirigido por Ira Sachs. Ele estreou no Festival Internacional de Cinema de Toronto em 9 de setembro de 1996. O filme de 85 minutos foi rodado como filme de 16 mm. Ganhou o prêmio "Melhor Talento Emergente" no Outfest em 1997, e também foi indicado para o "Prêmio do Produtor" (para a produtora Margot Bridger) nos Independent Spirit Awards de 1997 e 1998.

## Enredo
The Delta conta a história de Lincoln Bloom, de 18 anos, que, após levar uma vida adolescente relativamente heterossexual, é lentamente atraído para o mundo LGBT e descobre que é bissexual. Depois de visitar vários estabelecimentos obscuros (incluindo bares gays, galerias de vídeo, etc.) e se envolver em atos sexuais com "homens que ele não conhecia", Lincoln conhece Minh Nguyen, um imigrante vietnamita, e viaja rio abaixo com ele em uma cabine de pegação. Em um relacionamento condenado, os dois se unem, Lincoln deixando de contar à namorada e levando duas vidas paralelas.

## Elenco
- Shayne Gray como Lincoln Bloom
- Thang Chan como Minh Nguyen (John)
- Rachel Zan Huss como Monica Rachel
- Colonious David como Ricky Little
- Charles J. Ingram como David Bloom

## Produção
The Delta foi filmado inteiramente em Memphis, Tennessee, cidade natal de Sachs.

## Recepção
O filme recebeu críticas em sua maioria positivas, com a IndieWire chamando-o de "essência do filme independente". Kevin Thomas, do Los Angeles Times chamou-o de "...tão evocativo que tem impacto poético". No entanto, também foi criticado pelo The New York Times e outros por deixar os espectadores com muitas perguntas e passar abruptamente de enredo em enredo.
No Rotten Tomatoes, The Delta tem um índice de aprovação de 63% com base em 8 avaliações, com nota média de 6,2/10.